# Jerome Flynn
Jerome Patrick Flynn (Kent, 16 de marzo de 1963) es un actor y cantante británico. Conocido por sus papeles en las series Soldier Soldier y Ripper Street, alcanzó mucha popularidad interpretando a Bronn en la serie  Game of Thrones (HBO). También interpretó a "Hector" en el capítulo llamado "Shut Up and Dance (Black Mirror) de la serie Black Mirror.
Procede de una familia de actores (su padre Eric Flynn fue un actor y cantante, mientras que su hermano mayor Daniel Flynn también es actor), Flynn hizo su debut en pantalla en la serie American Playhouse en 1985. Poco a poco, consiguió más papeles como invitado antes de interpretar a Freddie en la serie, The Fear (1988). En 2010, fue confirmado para el papel de Bronn en la serie de la HBO, Game of Thrones, basada en la serie de libros Canción de hielo y fuego escrita por George R.R. Martin.

## Vida privada
Tuvo una relación con su compañera de reparto de la serie Juego de Tronos, Lena Headey, que terminó en marzo de 2014 por lo que tuvieron que estar separados en el set de rodaje.

## Filmografía

### Cine
| Año  | Título                            | Rol                                | Notas     |
| ---- | --------------------------------- | ---------------------------------- | --------- |
| 1986 | London's Burning: The Movie       | Kenny "Rambo" Baines               | Telefilme |
| 1988 | A Summer Story                    | Joe Narracombe                     |           |
| 1988 | Conspiración para matar a un cura |                                    |           |
| 1991 | Eduardo II                        | Edmund de Woodstock, Conde de Kent |           |
| 1991 | Kafka                             | Asistente del Castillo             |           |
| 1993 | Don't Leave Me This Way           | Tony Fleming                       | Telefilme |
| 1995 | A Mind to Murder                  | Peter Nagle                        | Telefilme |
| 2000 | Best                              | Bobby Charlton                     |           |
| 2007 | Rude Tales                        | Jerome Rude                        |           |
| 2013 | Dante's Daemon                    | Pescador                           |           |
| 2017 | Loving Vincent                    | Dr. Gachet                         | Telefilme |
| 2019 | John Wick: Chapter 3              | Berrada                            |           |

### Televisión
| Año       | Título                     | Rol                    | Notas                                                           |
| --------- | -------------------------- | ---------------------- | --------------------------------------------------------------- |
| 1985      | American Playhouse         | Kurt                   | Episodio: "Displaced Person"                                    |
| 1986      | Screen Two                 | Nigel                  | Episodio: "The Russian Soldier"                                 |
| 1986      | The Monocled Mutineer      | Franny                 | Episodios: "When the Hurly-Burly's Done", "Before the Shambles" |
| 1986      | Breaking Up                | John Mailer            |                                                                 |
| 1988      | Troubles                   | Matthews               | Miniserie                                                       |
| 1988      | The Fear                   | Freddie                |                                                                 |
| 1989      | Flying Lady                | Benny Barton           | Episodio: "The Trip"                                            |
| 1990      | Bergerac                   | Alan Bruton            | Episodio: "Under Wraps"                                         |
| 1991      | Casualty                   | Alan Deacon            | Episodio: "Living in Hope"                                      |
| 1991      | Boon                       | Chris Shepley          | Episodio: "Lie of the Land"                                     |
| 1991–1995 | Soldier Soldier            | Patrick "Paddy" Garvey |                                                                 |
| 1992      | Between the Lines          | Eddie Hargreaves       | 6 episodios                                                     |
| 1997      | Ain't Misbehavin'          | Eddie Wallis           | Miniserie                                                       |
| 1999      | The Ruth Rendell Mysteries | Martin Urban           | Episodio: "The Lake of Darkness"                                |
| 1999-2000 | Badger                     | Tom McCabe             |                                                                 |
| 2007      | Tommy Zoom                 | Daniel                 | Voz                                                             |
| 2011–2019 | Game of Thrones            | Bronn                  | 36 episodios                                                    |
| 2012–2016 | Ripper Street              | Bennet Drake           | 31 episodios                                                    |
| 2016      | Black Mirror               | Hector                 | Episodio: "Shut Up and Dance"                                   |
| 2020      | The Dark Tower             | Steven Deschain        |                                                                 |
| 2022–     | 1923                       | Banner Creighton       | 8 episodios                                                     |

## Reconocimientos
| Año  | Premio                                           | Categoría                              | Trabajo         | Resultado |
| ---- | ------------------------------------------------ | -------------------------------------- | --------------- | --------- |
| 2011 | Premios del Sindicato de Actores                 | Al mejor reparto de televisión - Drama | Game of Thrones | Nominado  |
| 2013 | Premio de la Academia Británica de la Televisión | Mejor actor de reparto                 | Ripper Street   | Nominado  |
| 2015 | Premios del Sindicato de Actores                 | Al mejor reparto de televisión - Drama | Game of Thrones | Nominado  |